# Trichocerca orca
Trichocerca orca är en hjuldjursart som först beskrevs av Murray 1913.  Trichocerca orca ingår i släktet Trichocerca och familjen Trichocercidae. Inga underarter finns listade i Catalogue of Life.